# Joachim Scharfenberg
Joachim Scharfenberg (* 10. Mai 1927 in Erfurt; † 11. März 1996 in Kiel) war ein deutscher evangelischer Praktischer Theologe, Pastoralpsychologe und Psychoanalytiker.

## Leben und Wirken
Scharfenberg studierte zunächst Medizin, wechselte aber nach wenigen Semestern zur Evangelischen Theologie. Er wurde 1953 mit einer Dissertation über Johann Christoph Blumhardt zum Dr. theol. promoviert. Nach seiner Ordination zum evangelisch-lutherischen Pfarrer nahm er 1953/54 als einer der ersten Deutschen an einem Lehrgang in Klinischer Seelsorge (Clinical Pastoral Education) in den USA teil. Er wurde Krankenhausseelsorger in Berlin und ließ sich gleichzeitig am Berliner Psychoanalytischen Institut zum Psychoanalytiker ausbilden. Seit dem Beginn der 1960er Jahre war er in der pastoralen Aus- und Weiterbildung der Evangelischen Kirche in Berlin-Brandenburg tätig. 1968 habilitierte er sich an der Universität Tübingen mit einer Arbeit über Sigmund Freud und seine Religionskritik als Herausforderung für den christlichen Glauben. 
1971 wurde er auf den Lehrstuhl für Praktische Theologie der Kieler Christian-Albrechts-Universität berufen. Als akademischer Lehrer, Universitätsprediger an der Universitätskirche (Kiel) und als Autor prägte er Generationen von Studierenden. Neben seinem Lehramt unterhielt er weiterhin eine psychoanalytische Praxis. Von seinen Schriften wurden Seelsorge als Gespräch und Einführung in die Pastoralpsychologie sowie (zusammen mit Horst Kämpfer) Mit Symbolen leben zu Standardwerken. 
Scharfenberg war 1972 einer der Gründer der Deutschen Gesellschaft für Pastoralpsychologie (DGfP) und für über 40 Jahre Herausgeber der Zeitschrift Wege zum Menschen. 1977 wurde er zum Präsidenten der Ferdinand-Tönnies-Gesellschaft in Kiel gewählt, gab das Amt aber nach einem Jahr aus gesundheitlichen Gründen wieder ab.

## Schriften
- Johann Christoph Blumhardt und die kirchliche Seelsorge heute. Göttingen: Vandenhoeck & Ruprecht 1959.
- Reife und Sexualität. Versuch einer Hilfe zur sinnhaften Gestaltung der Sexualität, Gelnhausen, Burckhardthaus-Verlag 1967.
- Sigmund Freud und seine Religionskritik als Herausforderung für den christlichen Glauben, Göttingen 1968, 2. Auflage 1970, 3. Auflage 1971, 4. Auflage 1974, ISBN 3-525-01603-4, engl.: Sigmund Freud and his critique of religion.  Philadelphia: Fortress Press 1988, ISBN 0-8006-0848-8.
- Die Zukunft der Familie und die Kirche, (= das gespräch, Heft 86),  Wuppertal-Barmen, Jugenddienst-Verlag 1970
- Religion zwischen Wahn und Wirklichkeit: gesammelte Beiträge zur Korrelation von Theologie und Psychoanalyse (= Konkretionen, Band 13), Hamburg 1972.
- Seelsorge als Gespräch: Zur Theorie und Praxis der seelsorgerlichen Gesprächsführung (= Handbibliothek für Beratung und Seelsorge, Band 8) Göttingen 1972, 5. Auflage 1991, ISBN 3-525-62142-6.
- Christliche Identität: Predigten in Universitätsgottesdiensten, Göttingen 1977, ISBN 3-525-60348-7.
- (mit Horst Kämpfer): Mit Symbolen leben. Soziologische, psychologische und religiöse Konfliktbearbeitung. Walter-Verlag Olten/Freiburg 1980. ISBN 3-530-72930-2.
- Einführung in die Pastoralpsychologie (= UTB, Band 1382), Göttingen 1985, 2. Auflage 1990  ISBN 3-525-03261-7, Nachdruck 1994 ISBN 3-8252-1382-X.